# Camponotus chrysurus
Camponotus chrysurus é uma espécie de inseto do gênero Camponotus, pertencente à família Formicidae.